# Adolf Ngosso Din
Adolf Ngosso Din est une figure de la résistance et du nationalisme au Cameroun. Il fut le secrétaire du chef douala Rudolf Douala Manga Bell. Accusés de haute trahison par les autorités allemandes, ils furent tous deux pendus le 8 août 1914 dans l'ancien commissariat de police de Douala. Cette date marque la naissance du nationalisme camerounais.

## Naissance du nationalisme camerounais
Lorsque Rudolf Douala Manga Bell envoie des émissaires au sud du Cameroun, il se sert d'Adolf Ngosso Din et le mandate pour rencontrer Martin Paul Samba, le chef de la Communauté sud camerounaise, pour dire, j'ai une cause : face aux allemands qui arrachent nos terres, on doit faire cause commune. Ainsi prend naissance la conscience nationale et la nation camerounaise.